# Баледон, Рафаэль
Рафаэль Баледон Карденас (исп. Rafael Baledón Cárdenas; 25 ноября 1919, Сан-Франсиско-де-Кампече — 6 мая 1994, Мехико) — мексиканский актёр, режиссёр, сценарист и продюсер.

## Биография
Рафаэль Баледон родился 25 ноября 1919 года в Кампече. Он намеревался стать врачом, но по финансовым причинам не мог позволить себе учёбу в университете. В старших классах школы Баледон подрабатывал участием в массовке на съёмках фильмов. Его дебют в кино состоялся в сентябре 1937 года, когда он получил эпизодическую роль в фильме Аркадия Бойтлера «Орёл или решка». Баледон учился актёрскому мастерству и получал всё более заметные роли. В фильме 1942 года «Мария Эухения» режиссёр Фелипе Грегорио Кастильо впервые отдал ему одну из главных ролей. В 1940-е годы Баледон много снимался в кинокомедиях.
В 1953 году Баледону представилась возможность попробовать себя в качестве режиссёра. Продюсер Грегорио Валерштейн доверил ему снимать кинокомедию «Безумная любовь». С этого времени Баледон стал значительно реже участвовать в кинопроизводстве в качестве актёра и чаще выступать режиссёром, сценаристом и продюсером. На его счету более сотни работ в качестве режиссёра. Фильм Баледона «Дикари» участвовал в конкурсной программе Венецианского кинофестиваля в 1957 году и был отмечен премией AMPEC (мексиканкой ассоциации журналистов, пишущих о телевидении и кино), а также газеты El Universal.
В 1980-е и 1990-е годы Баледон помимо большого кино работал так же и над теленовеллами, в числе которых «Есения» и «Птица Феникс», где он помимо режиссуры участвовал и как актёр. Баледон продолжал работать до своей смерти, на момент которой снимался в теленовелле «Пленница любви». Скончался 6 мая 1994 года в Мехико от сердечного приступа.

## Личная жизнь
В 1944 году Баледон познакомился с актрисой Лилией Мишель, в том же году они поженились и прожили в браке до его смерти. У них родилось пятеро детей: Рафаэль, Леонор, Ана Лаура, Лурдес и Лилия.

## Фильмография

### Актёр
Телесериалы
- 1980 —
  - Соледад — дон Феликс
  - Тщеславие — Орасио
- 1982 — Бьянка Видаль — дон Рауль
- 1984 — Да, моя любовь — капитан О’Хара
- 1988 — Странное возвращение Дианы Саласар — Эрнесто Сантельмо
- 1988-90 — Отмеченное время — дон Мариано
- 1990 — Моя маленькая Соледад — дон Мануэль Фернандес
- 1994 — Пленница любви — Браулио Монастериос

Фильмы
- 1942 — Граф Монте-Кристо — Максимилиано Морре
- 1943 — Мария Эухения — Карлос

### Режиссёр
- 1953 — Остров женщин
- 1957 —
  - Золото Панчо Вильи
  - Тайна Панчо Вильи
- 1964 — Музей ужаса